# 칼미키야 공화국의 불교

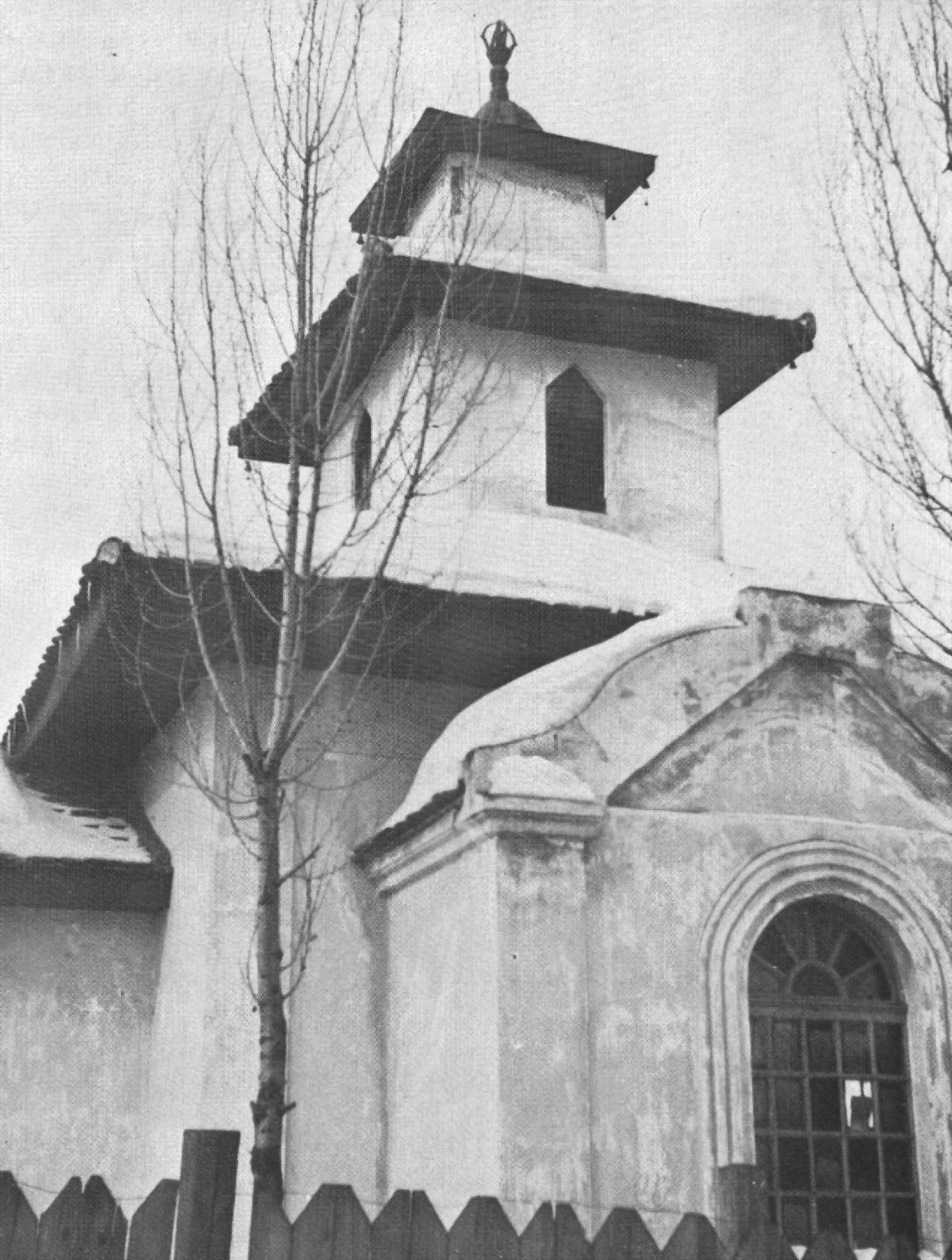
베오그라드의 칼미크인 사원

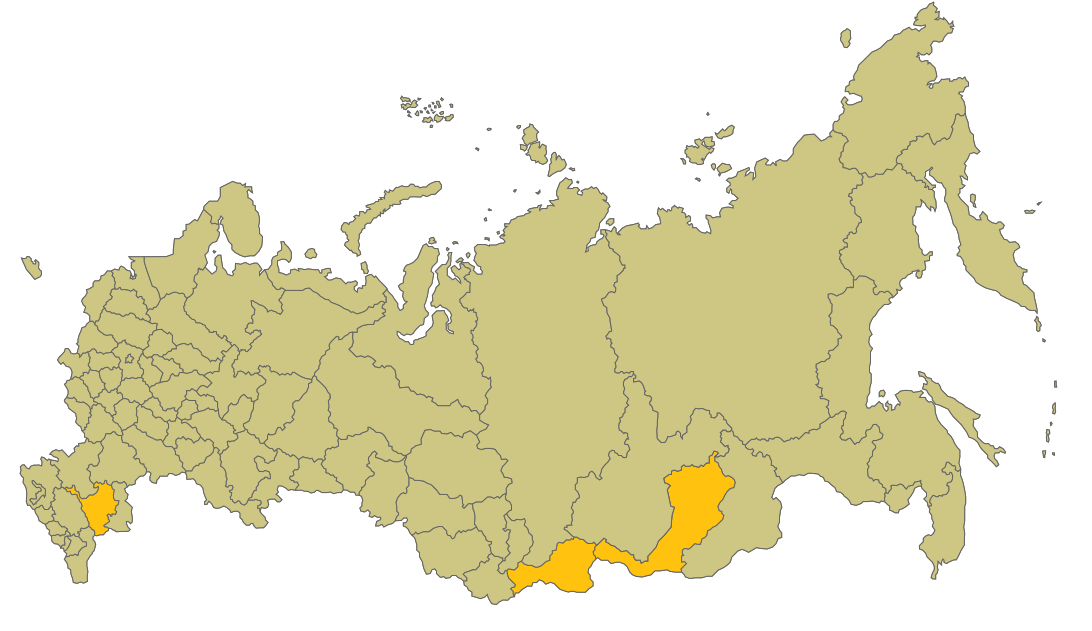
러시아 내 불교 다수지역. 칼미크는 서쪽에 있다.

칼미키야 공화국은 러시아의 공화국이고 이 지역의 칼미크인들과 칼미키야 공화국은 유럽의 유일한 불교 종족과 공화국이다.
칼미크인들은 몽골족의 서쪽 그룹에 속한 민족으로 16세기 몽골족들이 동서로 분리될 때 생긴 민족이다. 일부 칼미크인들이 이슬람교를 믿지만 대부분 티베트 불교를 믿는다. 대부분 그들의 지도자를 달라이 라마로 본다.
칼미크 불교의 사원이 세르비아 베오그라드에 세워졌다. 몇몇 칼미크 불교 사원이 뉴저지주의 먼마우스군에 세워졌고 미국 칼미크 불교의 중심이 됐다. 뉴저지주 워싱턴군에는 티베트 불교 학습 센터가 있다.

## 같이 보기
- 러시아의 불교